# Anoba jaculifera
Anoba jaculifera är en fjärilsart som beskrevs av Holland 1894. Anoba jaculifera ingår i släktet Anoba och familjen nattflyn. Inga underarter finns listade i Catalogue of Life.